# 泉七
泉七（学名：Steudnera colocasiifolia）为天南星科泉七属下的一个种。

## 扩展阅读
- 維基物種上的相關：泉七